# لاس فينتاس

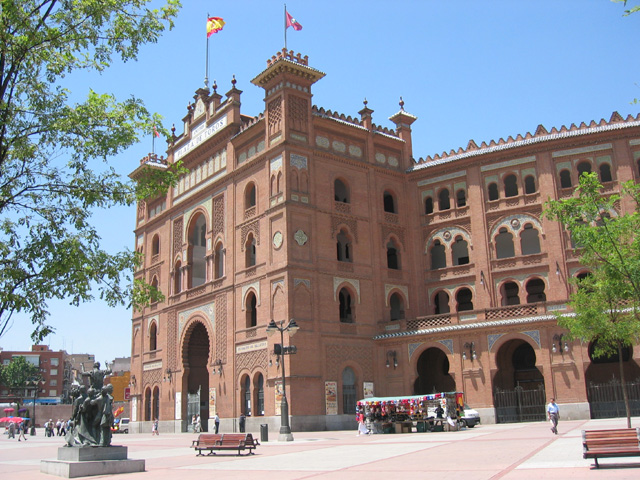
حلبة لاس فينتاس

لاس فينتاس (بالإسبانية: Las Ventas)‏ واسمها الكامل هو Plaza de Toros de Las Ventas هي حلبة مصارعة ثيران في مدريد في إسبانيا.